# Word 4, 5 (Quedlinburg)

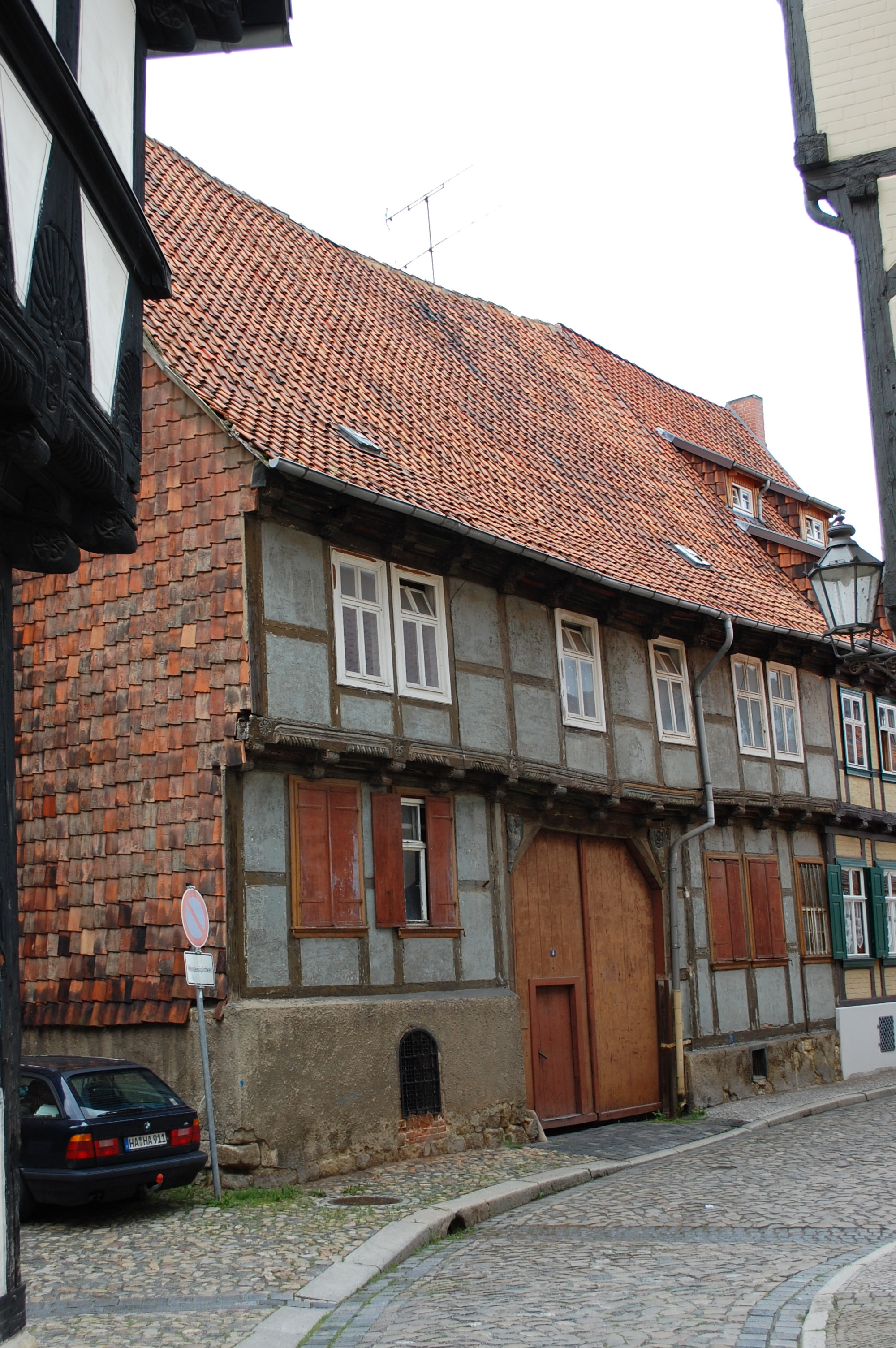
Haus Word 4

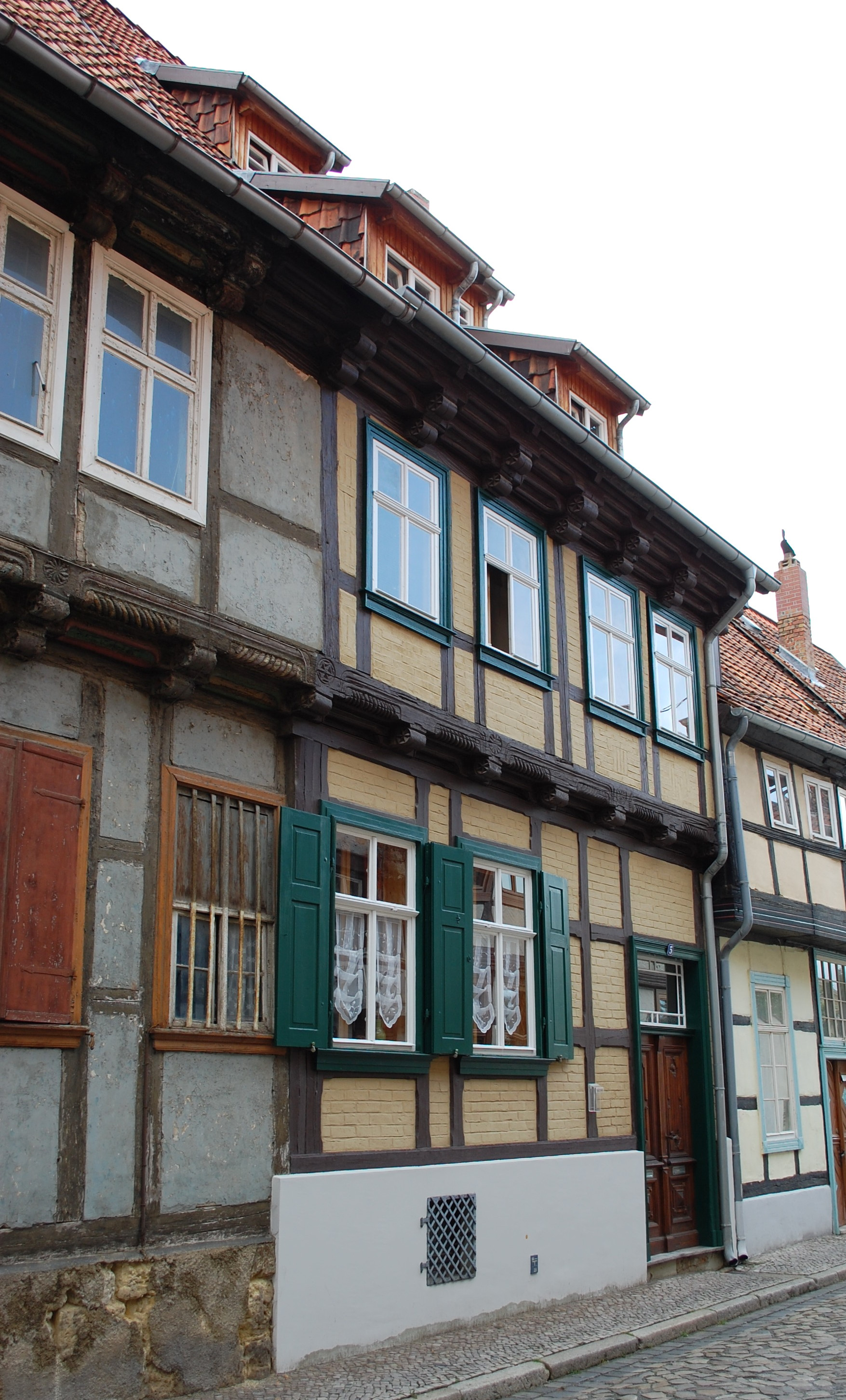
Word 5

Das Haus Word 4, 5 ist ein denkmalgeschütztes Gebäude in der Stadt Quedlinburg in Sachsen-Anhalt.

## Lage
Das Gebäude befindet sich im südlichen Teil der historischen Quedlinburger Altstadt. Das Haus ist im Quedlinburger Denkmalverzeichnis als Kaufmannshaus eingetragen und gehört zum UNESCO-Weltkulturerbe.

## Architektur und Geschichte
Das zweigeschossige Fachwerkhaus entstand in der Zeit um 1560. Die Fassade zeigt Zierformen der Frührenaissance. So sind Balkenköpfe in Walzenform und Schiffskehlen mit Taustäben zu finden. In der Literatur wird das Haus als Objekt mit einem späten Vorkommen der Zierform Fächerrosette genannt. Das Obergeschoss kragt über. Im Haus Nummer 4 befindet sich eine alte Tordurchfahrt.
Ein hofseitig befindlicher Gebäudeflügel entstand im 17. Jahrhundert.